# سكالسيا هيليرية
سكالسيا هيليرية (الاسم العلمي:Scalesia helleri) هي نوع من النباتات تتبع جنس السكالسيا من الفصيلة النجمية.